# Neopisosoma mexicanum
Neopisosoma mexicanum is een tienpotigensoort uit de familie van de Porcellanidae. De wetenschappelijke naam van de soort is voor het eerst geldig gepubliceerd in 1871 door Streets.